# Хмелевский, Тадеуш
Тадеуш Хмелевский (пол. Tadeusz Chmielewski; 7 июня 1927, Томашув-Мазовецкий — 4 декабря 2016)  — польский кинорежиссёр, сценарист и продюсер. Лауреат Государственной премии ПНР (1964). Член Польской киноакадемии.

## Биография
Участник Второй мировой войны. Сражался в рядах подпольной военной организации движения Сопротивления в Польше во время Второй мировой войны и после неё до 1948 года в АК.
В 1954 году окончил киношколу в Лодзи. Дебютировал в кино в 1957 году фильмом «Ева хочет спать», награждённым на международном кинофестивале в Сан-Себастьяне за лучший сценарий и премией Mar del Plata.
Член объединения польских кинематографистов (в 1983—1987 гг. — вице-президент). В 1987—1989 гг. — член Комитета по кинематографии Польши. С 1984 года — руководитель кинообъединения «Oko».
Известный мастер польской кинокомедии. Автор сценариев многих своих фильмов.

## Избранная фильмография

### Режиссёр
- 1953 —Хлеб / Chleb
- 1957 — Ева хочет спать / Ewa chce spać
- 1960 — Пиковый валет / Walet pikowy
- 1961 — Два господина N / Dwaj panowie 'N'
- 1963 — Где генерал? / Gdzie jest general?
- 1966 — Жареные голубки / Pieczone goląbki
- 1970 — Приключения канонира Доласа, или Как я развязал Вторую мировую войну / Jak rozpętałem drugą wojnę swiatową
- 1971 — Не люблю понедельник / Nie lubię poniedziałku
- 1974 — Весна, пан сержант! / Wiosna, panie sierżancie
- 1978 — Посреди ночной тишины / Wsród nocnej ciszy
- 1983 — Верная река / Wierna rzeka

### Сценарист
- 1957 — Ева хочет спать / Ewa chce spac
- 1960 — Пиковый валет / Walet pikowy
- 1961 — Два господина N / Dwaj panowie 'N'
- 1963 — Где генерал? / Gdzie jest general?
- 1966 — Жареные голубки / Pieczone golabki
- 1970 — Приключения канонира Доласа, или Как я развязал Вторую мировую войну / Jak rozpetalem druga wojne swiatowa
- 1971 — Не люблю понедельник / Nie lubie poniedzialku
- 1974 — Весна, пан сержант! / Wiosna, panie sierzancie
- 1974 — Полнолуние над головами / Pelnia nad glowami
- 1978 — Посреди ночной тишины / Wsród nocnej ciszy
- 1983 — Верная река / Wierna rzeka
- 1998 — У Христа за пазухой / U Pana Boga za piecem

### Продюсер
- 1994 — Вороны / Wrony
- 1997 — Бег / Szökés
- 2000 — Сокольничий Томас / Král sokolu (сопродюсер)
- 2003 — Шоу / Show
- 2007 — В саду у Господа Бога / U Pana Boga w ogródku
- 2009 — Галерьянки / Galerianki (сопродюсер)
- 2011 — Роза / Róza (сопродюсер)
- 2012 — Пятое время года / Piata pora roku (сопродюсер)

## Награды
- Офицер ордена Возрождения Польши (1974)
- Золотая медаль «За заслуги в культуре Gloria Artis» (2005)
- Золотая раковина МКФ в Сан-Себастьяне (1958)
- Премия на МКФ в Мар-дель-Плата за лучший фильм (1959)
- Государственная премия ПНР за фильм «Где генерал?» (1964)
- кинонаграда «Орлы» (за лучший сценарий и продюсирование, 1999)
- Почётный гражданин г. Томашув-Мазовецкий.